# Ingeli
Ingeli är en kortform av det tyska och danska kvinnonamnet Ingeliese som är sammansatt av gudanamnet Ing och Liese (en kortform av det ursprungligen hebreiska namnet Elisabet som betyder Gud är fullkomlighet).
Den 31 december 2014 fanns det totalt 152 kvinnor folkbokförda i Sverige med namnet Ingeli, varav 68 bar det som tilltalsnamn.
Namnsdag: saknas